# Jonas (película de 2018)
Jonas es una película francesa de drama y suspenso de 2018 dirigida por Christophe Charrier. Fue estrenada al público en Francia y Alemania, en formato de telepelícula, el 23 de noviembre de 2018 por el canal de televisión Arte.
Es el primer telefilme realizado por Charrier. Fue exhibida por primera vez el 23 de septiembre de 2018 durante el Festival de Ficción de TV de La Rochelle, donde ganó tres premios, incluido el de mejor telepelícula. El rodaje se realizó en la ciudad de Tolón, al sur de Francia.

## Argumento
La película, ambientada en la ciudad de Toulon, en la Costa Azul, alterna entre dos épocas en la vida del personaje principal con dieciocho años de diferencia entre ellas. En 2015, Jonas, es camillero en un hospital de su ciudad, homosexual de 33 años que pasa su vida en fiestas, aplicaciones de citas y peleas, conflictivo en su vida privada pero agradable y querido en su trabajo. En 1997 era un joven tímido de 15 años, tras una relación con Nicolás, al que únicamente mencionan, conoce a Nathan, un nuevo estudiante de su clase, descarado, seguro de sí mismo y del que se enamora. Por los flashbacks, nos damos cuenta que el hombre inestable y destructivo lleva dentro de sí el trauma secreto del drama que vivió cuando era adolescente. Consumido por la culpa, Jonas finalmente decide enfrentarse a los demonios de su pasado buscando a la familia de Nathan para hablar de lo que sucedió 18 años atrás.

## Reparto

### Principales
- Félix Maritaud: Jonas (adulto)
- Nicolas Bauwens: Jonas (adolescente)
- Tommy-Lee Baïk: Nathan
- Aure Atika: la madre de Nathan
- Marie Denarnaud: la madre de Jonas
- Pierre Cartonnet: el padre de Jonas

### Secundarios
- Ilian Bergala: Léonard
- Ingrid Granziani: Caroline (adulto)
- Édith Saulnier: Caroline (adolescente)
- David Baiot: Samuel
- Julien Nacache: chico de Grindr
- Constance Lecavelle: novia de Léonard
- Marcel Bouzige: bravucón del colegio
- Nicolas Sartous: depredador
- Jean-Luc Rehel: el vecino
- John Karalian: chico de Boys Paradise
- Peggy Mahieu: enfermera
- Bernard Massoni: hombre enfermo
- Annie Pardo: esposa del hombre enfermo
- Ali Pekoz: gorila de Boys Paradise 2015
- Cyril Bertucci: gorial de Boys Paradise 1997
- Daniel Lawless: policía 2015
- Franck Libert: policía 1997
- Mathieu Lestrade: profesor de historia